# Origine dell'ibrido
Origine dell'ibrido (Hybrids) è un romanzo di fantascienza dello scrittore canadese Robert J. Sawyer, pubblicato per la prima volta nel 2003.

## Storia editoriale
Il romanzo, pubblicato per la prima volta negli Stati Uniti nel 2003 con l'editore Tor Books, è l'ultimo di una trilogia, la cosiddetta serie Neanderthal Parallax, composta nell'ordine da La genesi della specie (Hominids, 2002), da Fuga dal pianeta degli umani (Humans, 2003) e da Origine dell'ibrido (Hybrids, 2003).
In Italia il romanzo è stato pubblicato per la prima volta nel 2009 per l'editore Mondadori nella collana collana Urania.

## Edizioni
- (EN) Robert J. Sawyer, Hybrids, New York, Tor, agosto 2003, ISBN 978-0-312-87690-6.
- (ES) Robert J. Sawyer, Híbridos, traduzione di Rafael Marin Trechera, Nova, EDB Ficcion, 2005, ISBN 9788466621373.
- (CS) Robert J. Sawyer, Míšenci, traduzione di Aleš Drobek, Triton, 2008, ISBN 9788073870898.
- (PL) Robert J. Sawyer, Hybrydy, traduzione di Agnieszka Jacewicz, Olsztyn, Solaris, 2008, ISBN 9788389951823.
- Robert J. Sawyer, Origine dell'ibrido, traduzione di Dario Rivarossa, Urania, n. 1547, Milano, Mondadori, giugno 2009.
- (TR) Robert J. Sawyer, Melezler, traduzione di Nilgün Güngör, Ankara, Abis Yayınları, 2011, ISBN 9786056152962.